# Eduard Grigorev
Eduard Grigorev (in russo Эдуард Захарович Григорьев?, Ėduard Zacharovič Grigor'ev; Viljujsk, 20 ottobre 1995) è un lottatore russo naturalizzato polacco, specializzato nella lotta libera.

## Palmarès
| Anno                            | Manifestazione        | Sede     | Evento | Risultato | Note |
| ------------------------------- | --------------------- | -------- | ------ | --------- | ---- |
| In rappresentanza della Russia  |                       |          |        |           |      |
| 2018                            | Mondiali universitari | Goiana   | 61 kg  | Oro       |      |
| In rappresentanza della Polonia |                       |          |        |           |      |
| 2021                            | Europei               | Varsavia | 61 kg  | Bronzo    |      |
| 2021                            | Mondiali              | Oslo     | 61 kg  | 12º       |      |
| 2022                            | Europei               | Budapest | 61 kg  | Bronzo    |      |

## Altre competizioni internazionali
2020
- 13º nei 61 kg nella Coppa del mondo individuale ( Belgrado)